# Печуан Марин, Энрике
Энрике Печуан Марин (исп. Enrique Pechuán Marín; 3 декабря 1913 год, Сан-Хуан, Аргентина — 16 декабря 1983 год, Аргентина) — католический прелат, первый епископ Крус-дель-Эхе с 18 августа 1963 года по 16 декабря 1983 года.

## Биография
Родился 3 декабря 1913 года в Сан-Хуане, Аргентина. 16 апреля 1938 года был рукоположён в священники для служения в епархии Сан-Хуана-де-Куйо.
12 августа 1963 года Папа Римский Павел VI выпустил буллу «Ecclesia Christi», которой учредил епархию Крус-дель-Эхе и 18 августа этого же года назначил Энрике Печуана Марина её первым епископом. 21 сентября 1963 года в соборе святого Иоанна Крестителя в городе Сан-Хуан состоялось его рукоположение в епископы, которое совершил архиепископ Сан-Хуана-де-Куйо Аудино Родригес-и-Ольмос в сослужении с вспомогательным епископом Сан-Хуана-де-Куйо Ильдефонсо Марией Сансьеррой Роблой и епископом Сан-Рафаэля Рауль Франсиско Приматеста.
Участвовал в работе II—IV сессий Второго Ватиканского собора.
Скончался 16 декабря 1983 года.